# Bavia fedor
Bavia fedor är en spindelart som beskrevs av Berry, Beatty, Prószynski 1997. Bavia fedor ingår i släktet Bavia och familjen hoppspindlar. Inga underarter finns listade.